# Малінді (національний морський парк)
Національний морський парк Малінді розташований в Індійському океані біля узбережжя Кенії. Вважається, що це найстаріший морський парк в Африці. Парк розташований біля однойменного міста Малінді, приблизно 118 км на північ від Момбаси та охороняється та управляється Службою дикої природи Кенії. Разом із національним морським парком Ватаму, морський парк Малінді входить до складу національного морського заповідника Малінді.
Пам'ятки парку включають коралові рифи, тропічних риб, барракуд, морських черепах і дельфінів.

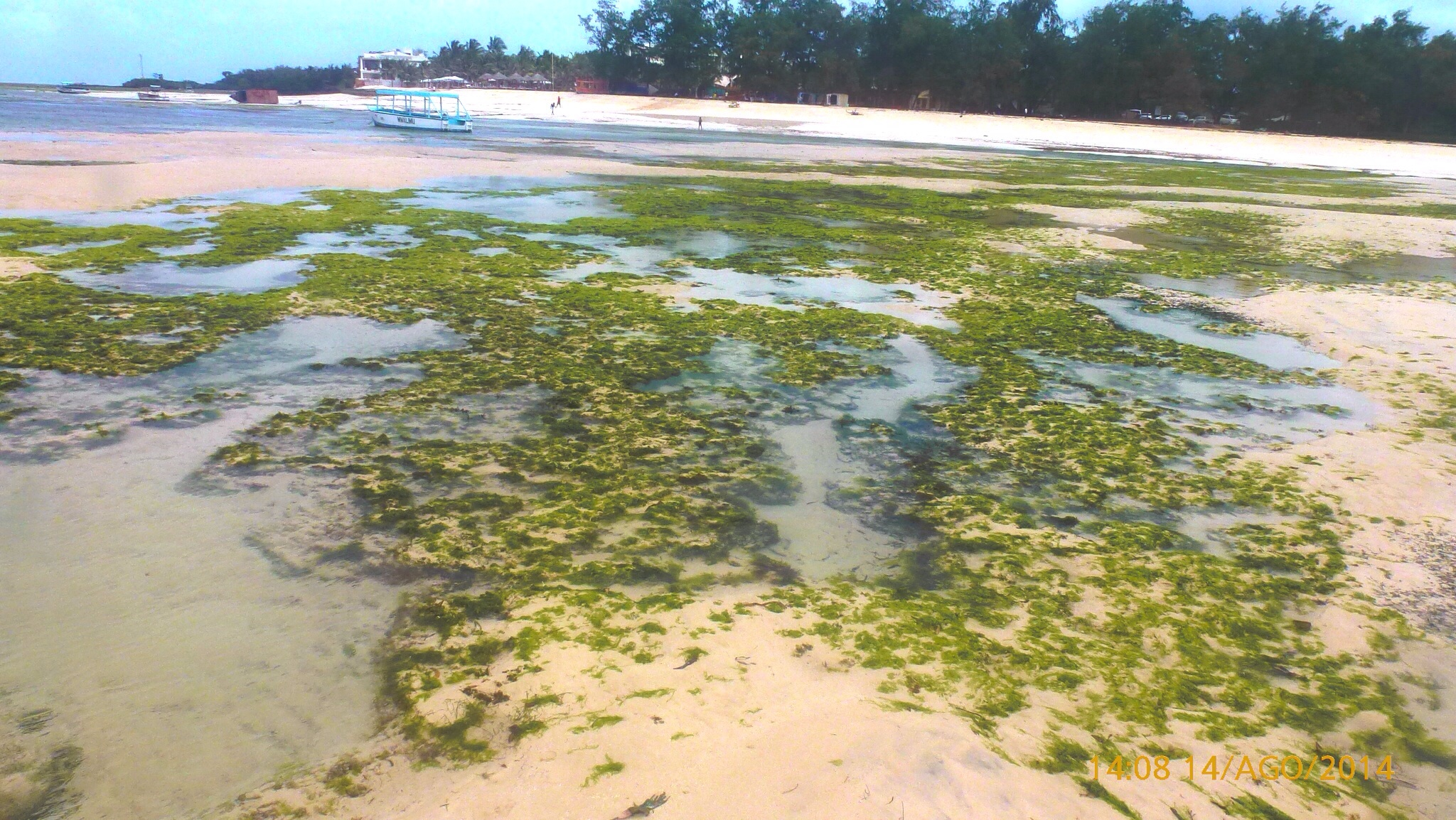
Риф в Малінді